# Kirche St. Luzius (Peiden)

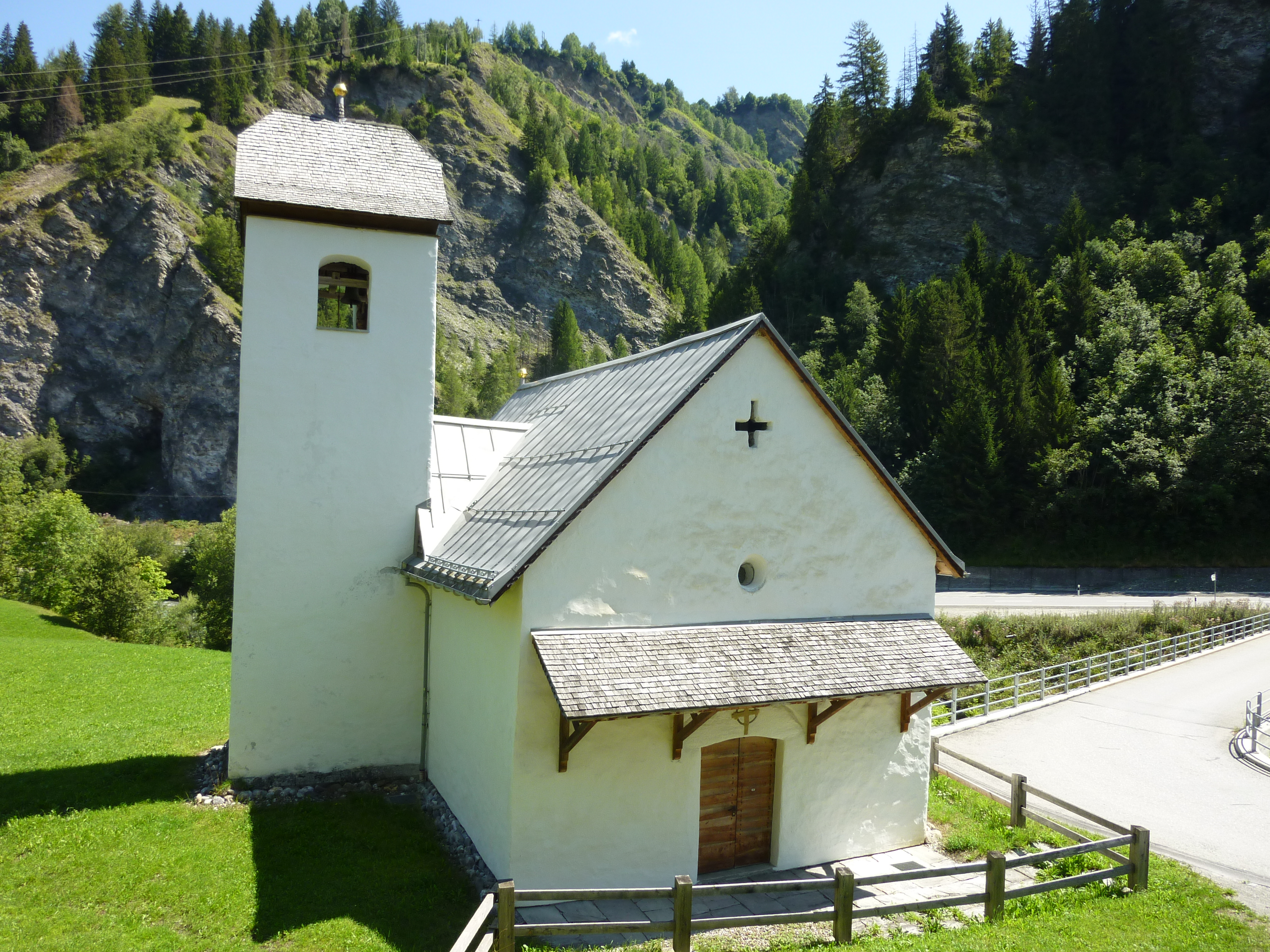
Kirche St. Luzius

Die katholische Filialkirche St. Luzius steht in Peiden-Bad unterhalb des Dorfes Peiden im Valsertal im Kanton Graubünden.

## Geschichte

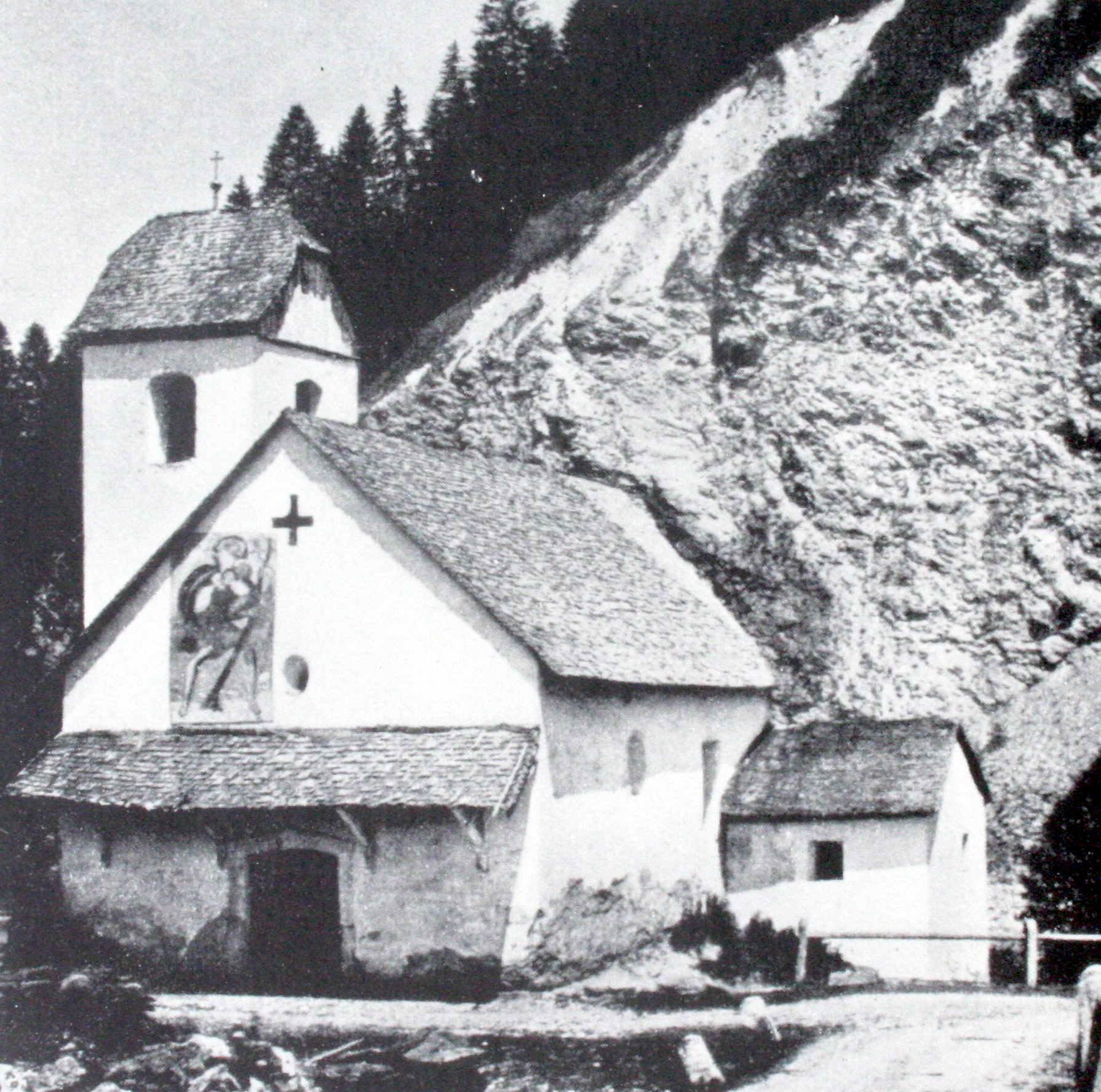
Vor der Renovation

Die Kapelle wird unter ihrem ursprünglichen Patrozinium S. Sigismund 1345 erstmals erwähnt. Wann sie zu St. Luzius wechselte, ist nicht bekannt. Chor und vermutlich auch Turm wurden 1510 neu erbaut, das Krüppelwalmdach entstand im 18. Jahrhundert. Restaurierungen erfolgten 1980 und 2000/01.

## Gebäude
Dem mit einer flachen nachgotischen Leistendecke gedeckten Schiff schliesst sich im Nordosten ein dreiseitig geschlossener Chor an, der mit einem Sterngewölbe gedeckt ist. In den Chor sind spätgotische Masswerkfenster eingelassen, in der rechten Seitenwand des Schiffs sind es romanische Rundbogenfenster. Das Christophorusbild oberhalb des Schrägdaches an der Front wurde anlässlich einer Renovation übermalt.

## Ausstattung
Von den drei Holzaltären ist der rechte Seitenaltar der älteste; er stammt aus dem Jahr 1666. Der rechte Seitenaltar stammt aus der Zeit um 1730, der Hochaltar entstand Anfang des 18. Jahrhunderts. Die Glocke stammt von Gaudentz Hempel, wurde 1683 gegossen und hat einen Durchmesser von 43 Zentimetern.

## Pietà

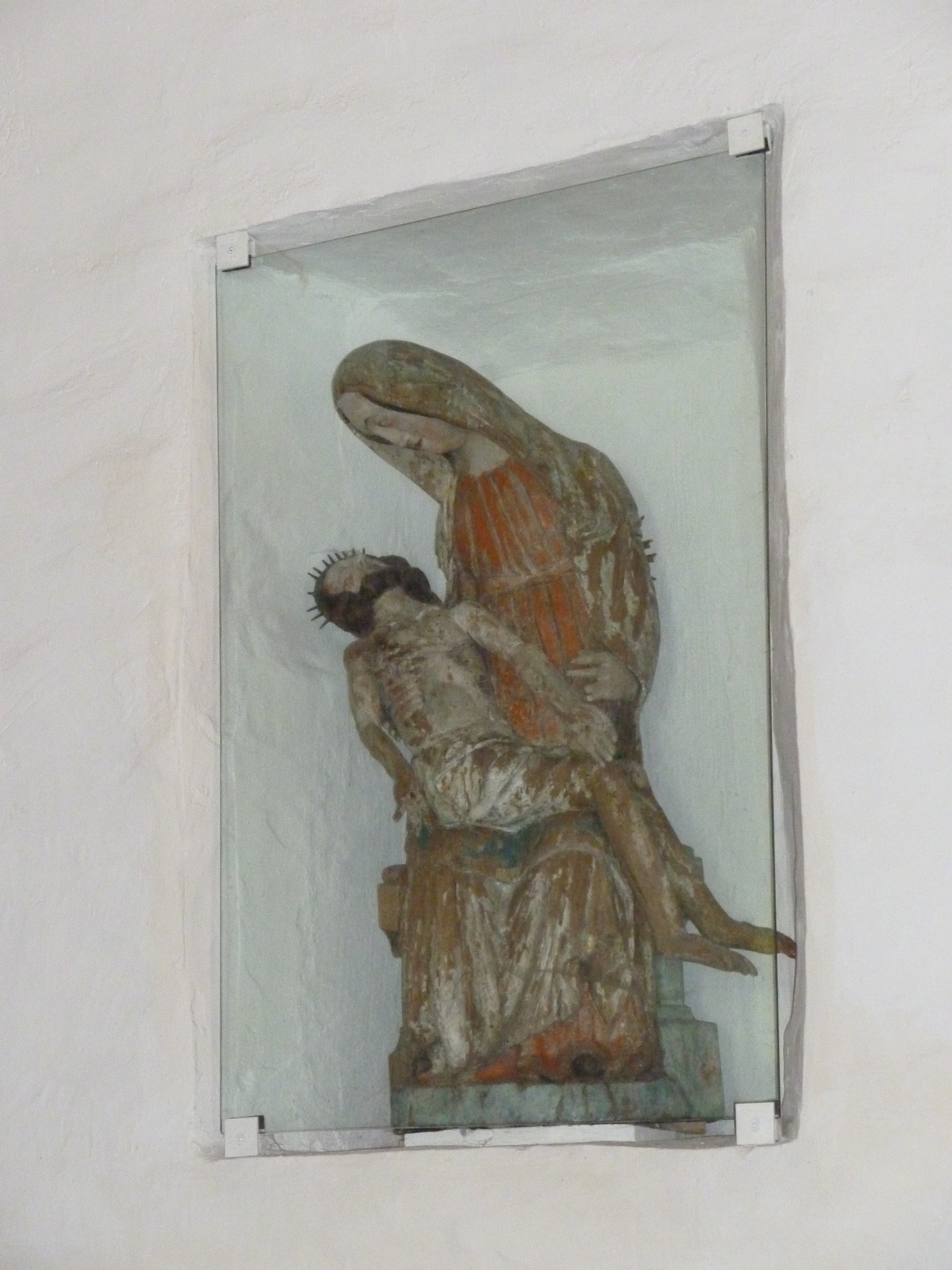
Pietà

Die Figurengruppe der Pietà ist aus Lindenholz geschnitzt, 110 Zentimeter hoch und 50 Zentimeter breit. Erwin Poeschel datiert sie in die Zeit um 1360. 
Bis zur Zeit der Reformation, bis gegen 1530, stand die Figur vermutlich in der Kirche von Duvin. Wie sie nach Peiden kam, ist unklar. Die legendäre Version, wonach sie von den reformierten Duvinern in das Tobel geworfen und von den katholischen Peidern im Glenner wieder herausgefischt worden sein soll, ist angesichts der zahlreichen Originalteilen, die bei einer Flussfahrt sicherlich Schaden genommen hätten, sehr unwahrscheinlich.
Über 400 Jahre stand die Figur in der Kirche St. Luzius. In den 1970er-Jahren veranlasste Generalvikar Giusep Pelican ihre Überführung ins bischöfliche Schloss nach Chur; da er sie durch Diebstahl bedroht glaubte. Die Versetzung aus der feuchten und unbeheizten Kirche in den trockenen und warmen Kapellenvorraum hatte verheerende Folgen: Durch den intensiven Trocknungsprozess schrumpfte das Holz der Skulptur, wodurch sich mehrere Farbschichten lösten und abblätterten. 
Generalvikar Pelican beauftragte die Firma Emmenegger & Söhne in Zizers mit der Restaurierung der Figur. Nach ersten Notsicherungen blieb die Pietà jedoch wegen fehlender finanzieller Mittel über mehrere Jahre hinweg im Depot der Emmenegger stehen. Erst im Zusammenhang mit Sanierungsarbeiten in der Kirche St. Luzius 2000/2001 entschloss sich die Kirchgemeinde Peiden, die Restaurierung der Figur abschliessen zu lassen.
Untersuchungen ergaben, dass der rechte Arm Christi, die Heiligenscheine und das Schmerzensschwert in der Brust Mariens im Zeitalter des Barocks angefügt wurden, die anderen Teile erwiesen sich als Originalteile. Der Oberkörper Mariens wurde vermutlich im 15. Jahrhundert mit senkrechten Faltenkerben versehen.
Es wurden sechs aufeinanderfolgende Farbschichten nachgewiesen. Die heutige Fassung zeigt vorwiegend Farbschichten aus der zweiten und dritten Fassung aus spätgotischer Zeit. Die stark geschädigte Farbschicht des 19. Jahrhunderts wurde zugunsten der spätmittelalterlichen geopfert. Heute ist die Pietà von St. Luzius durch eine massive Glasscheibe gesichert.

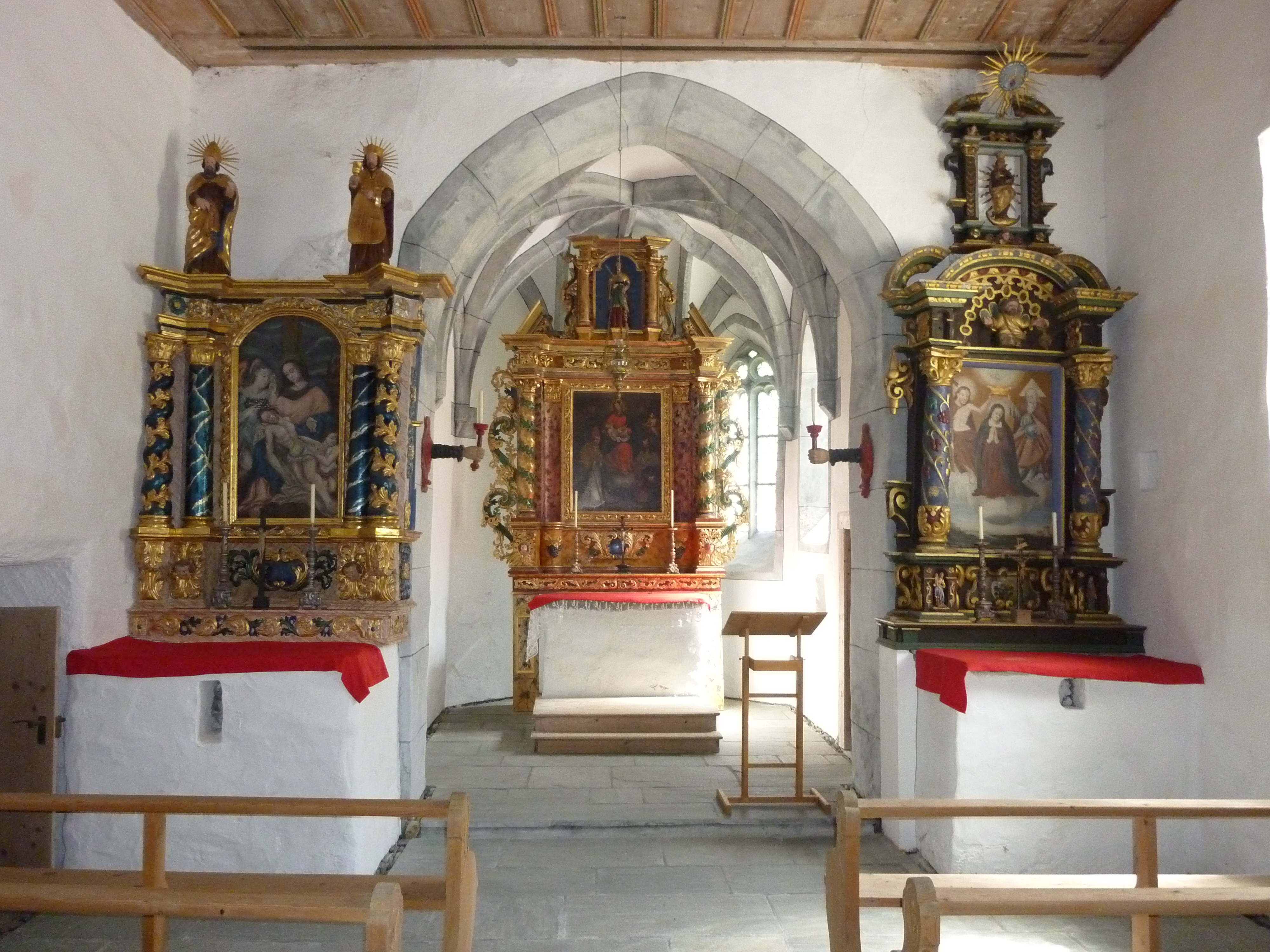
Blick zum Chor
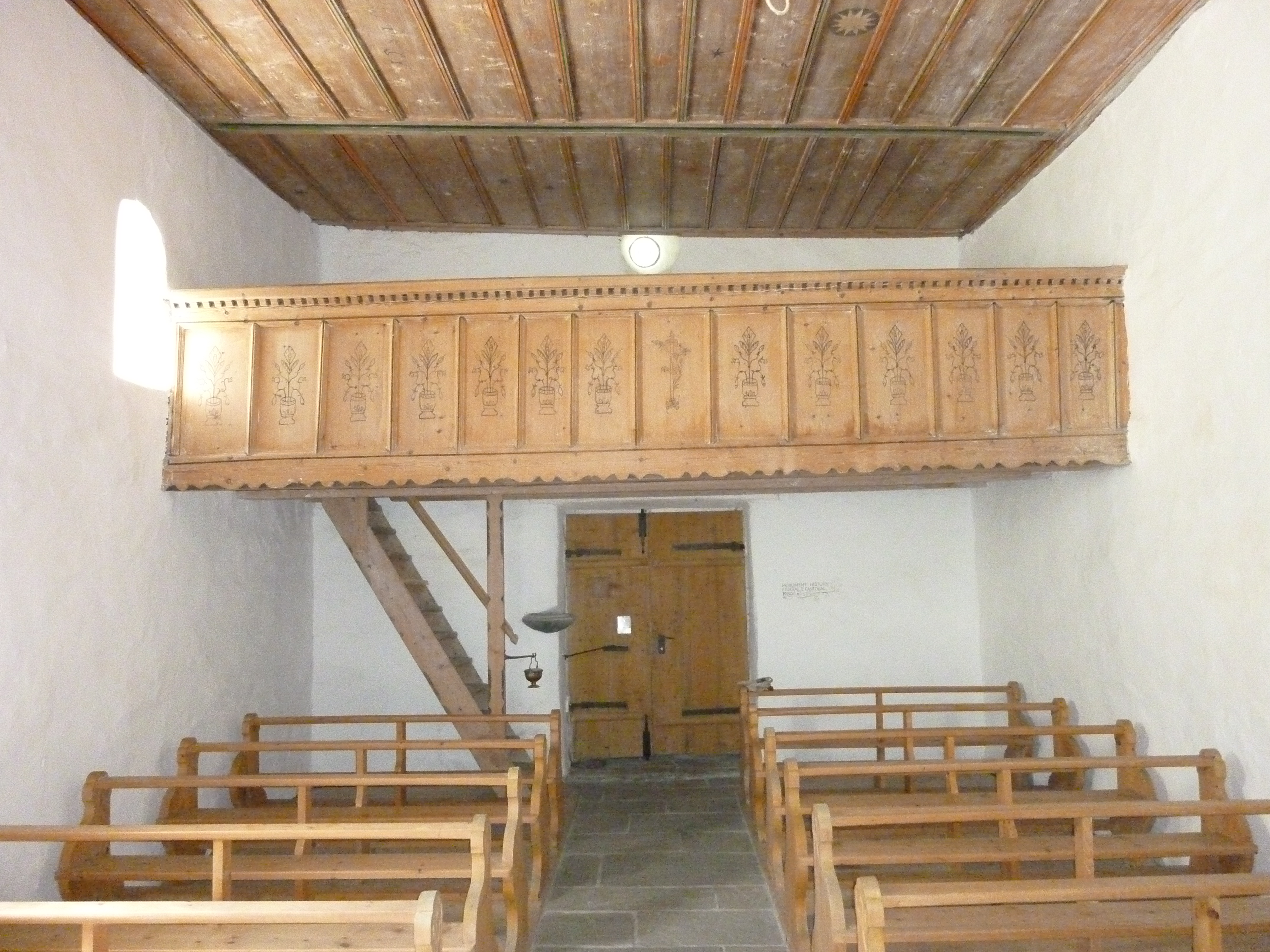
Empore
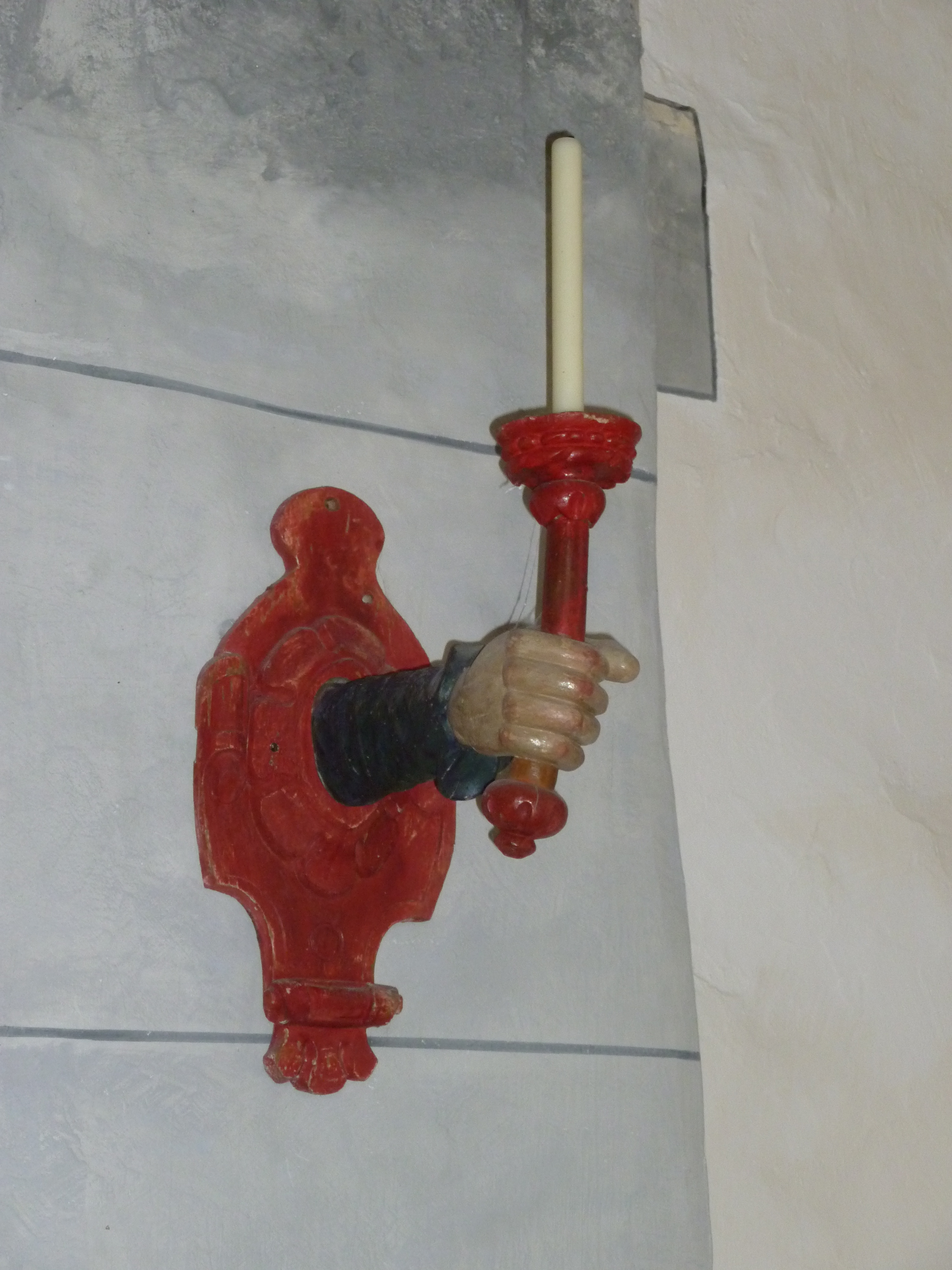
Leuchter